# SSX Blur
SSX Blur és un videojoc de snowboard publicat per EA Sports BIG i creat per EA Montreal per la Wii. El videojoc va ser llançat als EUA el 27 de febrer de 2007 i als Països Catalans i la resta d'Europa el 16 de març de 2007. La banda sonora va ser creada per Junkie XL i composta a través de "Radio BIG" al videojoc. La ràdio fictícia se sent quan els jugadors estan baixant per les pistes.

## Personatges
Hi ha 12 personatges disponibles.
| Nom                      | Nacionalitat | Debut al joc | Notes                                                                                 |
| ------------------------ | ------------ | ------------ | ------------------------------------------------------------------------------------- |
| Allegra Sauvagess        | EUA          | SSX3         | Jugable des del debut                                                                 |
| Elise Riggs              | Canadà       | SSX          | Jugable des del debut                                                                 |
| Felix Lévesque           | Canadà       | SSX Blur     | Nou personatge, un francocanadenc de Montreal, Quebec                                 |
| Griff Simmons            | EUA          | SSX3         | No es pot jugar al SSX On Tour, d'altra manera es pot al SSX3                         |
| Jean-Paul "JP" Arsenault | França       | SSX          | Desbloquejable al SSX3. No es pot jugar al SSX On Tour.                               |
| Kaori Nishidake          | Japó         | SSX          | Jugable des del debut                                                                 |
| Mackensie "Mac" Frasier  | EUA          | SSX          | No es pot jugar al SSX Tricky a la versió PAL (va ser substituït pel seu germà Marty) |
| Maya Nolet               | Canadà       | SSX Blur     | Nou personatge                                                                        |
| Moby Jones               | RU           | SSX          | No es pot jugar al SSX On Tour, d'altra manera jugable des del debut                  |
| Psymon Stark             | Canadà       | SSX Tricky   | Jugable des del debut                                                                 |
| Skye Simms               | Austràlia    | SSX On Tour  | Un personatge que ja hi és a la saga                                                  |
| Zoe Payne                | EUA          | SSX          | Jugable des del debut                                                                 |

## Crítica
| Publicació                                          | Resultat |
| --------------------------------------------------- | -------- |
| 1UP.com                                             | 6.8/10   |
| GameTrailers Arxivat 2007-09-26 a Wayback Machine.  | 8.4/10   |
| Game Daily                                          | 8/10     |
| Game Informer Arxivat 2008-01-27 a Wayback Machine. | 8.5/10   |
| GameSpot                                            | 7.4/10   |
| Gamespy                                             | 3.5/5    |
| IGN Arxivat 2007-04-17 a Wayback Machine.           | 8.4/10   |
| NGamer                                              | 88/100   |
| Official Nintendo Magazine                          | 88%      |
| Nintendo Power                                      | 8.5/10   |
| Mansized Arxivat 2007-09-27 a Wayback Machine.      | 3/5      |
| X-Play Arxivat 2008-05-16 a Wayback Machine.        | 4/5      |